# Greg Stewart
Gregory Everett Stewart, detto Greg (New York, 2 settembre 1960 – Miami, 19 gennaio 2018), è stato un cestista statunitense, professionista in Europa.

## Carriera
Venne selezionato dai Boston Celtics al quarto giro del Draft NBA 1982 (92ª scelta assoluta), ma non giocò mai nella NBA.

## Palmarès

### Squadra
- Campione NIT (1981)
- Supercoppa spagnola: 1

Joventut Badalona: 1985

### Individuale
- NIT Most Valuable Player (1981)